# Ars antiqua
Ars antiqua (lateinisch für „alte Kunst“) ist die Bezeichnung für die Musikepoche von 1230 bis 1330, die auf einer zeitgenössischen Bezeichnung des 14. Jahrhunderts basiert.
Als der Begriff Ars nova für die Zeit von 1320 bis etwa 1380 mit Paris als Zentrum aufkam, bezeichnete man in einem abwertenden Sinne mit der Ars antiqua alle bisher komponierte Musik. Insbesondere betraf die abwertende Bezeichnung die Organum- und frühe Motettenkunst des 12. und 13. Jahrhunderts. Diese hatte man seit mindestens zwei Generationen im eigenen, frühmensuralen Sinne interpretiert. Damit wurden die historischen Verhältnisse weitgehend verwischt. Erst von der neueren Forschung wurde der Übergang von der modalen zur frühen mensuralen Rhythmik (Modus) spätestens um die Mitte des 13. Jahrhunderts als wesentlich erkannt.
Heute gliedert man diesen Abschnitt daher in eine Modalzeit oder Notre-Dame-Schule und behält den Begriff Ars antiqua den Generationen nach Pérotin vor, die mit der Entwicklung der Mensuralnotation die Ars Nova vorbereiteten.

## Formen
Die Formenwelt der Ars antiqua ist (neben dem nach wie vor gepflegten einstimmigen weltlichen Lied und Tanz; Trouvères) gekennzeichnet durch einen unerhörten Aufschwung der Motette, die das Organum als eigentlichen Träger der Hauptentwicklung ablöste, durch die Existenz des Rondellus, durch das ziemlich rasche Absterben des Conductus und die nur noch traditionelle Pflege des Organums. In der Praxis nimmt die Einstimmigkeit mit Lied und Choral immer noch den größten Raum ein.
Wichtige Theoretiker: Franco von Köln, Lambertus Pseudo-Aristoteles, Petrus de Cruce, Walter Odington.
Hauptgattungen dieser Epoche sind das Organum, Conductus, Motette und Hoquetus.
Das Organum wird zwar noch gesungen, jedoch stagniert das Neuschaffen. Der Conductus ist sehr beliebt, wird aber allmählich von der Motette abgelöst. Des Öfteren haben geistliche (christliche) Conductus weltliche Trouvèreslieder als Grundlage. Die Motette ist die Hauptgattung der Ars antiqua, zugleich auch der Bereich für Experimente und Neuerungen. Der Hoquetus geht satztechnisch auf die Notre-Dame-Schule zurück.

## Komponisten
Komponisten der Ars Antiqua sind u. a.:
- Johannes de Garlandia, um 1195–1272
- Franco von Köln (ars mensurabilis, um 1280)
- Hieronymus de Moravia, 2. Hälfte des 13. Jh.
- Adam de la Halle, um 1237–1287
- Petrus de Cruce, 2. Hälfte des 13. Jh.
- Jakobus von Lüttich, um 1260–1330